# Darren Wassall
Darren Paul James Wassall (Edgbaston, 27 giugno 1968) è un ex calciatore inglese, di ruolo difensore.

## Biografia
Suo figlio Ethan è stato a sua volta un calciatore.

## Carriera
Ha giocato nella prima divisione inglese con Nottingham Forest ed in seconda divisione con Derby County, Manchester City e Birmingham City.

## Palmarès

### Giocatore

#### Competizioni nazionali
- Coppa di Lega inglese: 1

Nottingham Forest: 1989-1990
- Northern Premier League: 1

Burton Albion: 2001-2002